# Kreis Eisenhüttenstadt-Land
Der Kreis Eisenhüttenstadt-Land war ein Landkreis im Bezirk Frankfurt (Oder) der DDR. Von 1990 bis 1993 bestand er als Landkreis Eisenhüttenstadt im Land Brandenburg fort. Von 1952 bis 1961 hieß er Kreis Fürstenberg. Sein Gebiet liegt heute im Landkreis Oder-Spree in Brandenburg. Der Sitz der Kreisverwaltung befand sich bis 1961 in Fürstenberg, anschließend in Eisenhüttenstadt.

## Geographie

### Lage
Der Kreis Eisenhüttenstadt-Land lag an der Oder und an der Lausitzer Neiße, die auch die Staatsgrenze zwischen der DDR und Polen bildeten.

### Größte Orte
Die größten Orte des Kreises waren die Stadt Müllrose sowie die Gemeinden Brieskow-Finkenheerd, Groß Lindow, Neuzelle, Ratzdorf, Wiesenau und Ziltendorf.

### Nachbarkreise
Der Kreis Eisenhüttenstadt-Land grenzte gegen den Uhrzeigersinn im Norden beginnend an den Stadtkreis Frankfurt/Oder und an die Kreise Fürstenwalde, Beeskow und Guben. Im Osten grenzte der Kreis mit Ausnahme des Stadtkreises Eisenhüttenstadt an Polen.

## Geschichte
Am 25. Juli 1952 kam es in der DDR zu einer umfassenden Kreisreform, bei der unter anderem die Länder ihre Bedeutung verloren und durch Bezirke ersetzt wurden. Aus einem Teil des Landkreises Frankfurt (Oder) wurde der Kreis Fürstenberg gebildet, der dem neugebildeten Bezirk Frankfurt (Oder) zugeordnet wurde. Der Kreissitz war in der Stadt Fürstenberg (Oder). Am 1. Februar 1953 wurde die Stadt Stalinstadt aus dem Kreis Fürstenberg ausgegliedert und kreisfrei. Am 13. November 1961 wurde Fürstenberg (Oder) mit Stalinstadt zur Stadt Eisenhüttenstadt vereinigt und schied somit ebenfalls aus dem Kreis aus. Aus dem verbleibenden Kreisgebiet wurde der Kreis Eisenhüttenstadt-Land gebildet.
Am 1. Januar 1973 wurden die Gemeinden Hohenwald und Lossow in die kreisfreie Stadt Frankfurt (Oder) eingemeindet.
Am 17. Mai 1990 wurde der Kreis in Landkreis Eisenhüttenstadt umbenannt. Anlässlich der Wiedervereinigung der beiden deutschen Staaten wurde der Landkreis Eisenhüttenstadt 1990 dem wiedergegründeten Land Brandenburg zugesprochen. Bei der brandenburgischen Kreisreform ging er am 6. Dezember 1993 im neuen Landkreis Oder-Spree auf.

## Kreisangehörige Gemeinden und Städte
Aufgeführt sind alle Orte, die am 25. Juli 1952 bei Einrichtung des Kreises Fürstenberg eigenständige Gemeinden waren. Eingerückt sind Gemeinden, die bis zum 5. Dezember 1993 ihre Eigenständigkeit verloren und in größere Nachbargemeinden eingegliedert wurden oder sich mit einer anderen Gemeinde zusammengeschlossen hatten.
- Bahro (heute Ortsteil der Gemeinde Neuzelle)
  - Biegenbrück (heute Gemeindeteil der Stadt Müllrose, am 1. April 1972 nach Müllrose eingegliedert)[4]
- Bomsdorf (heute Ortsteil der Gemeinde Neuzelle)
- Bremsdorf (heute Ortsteil der Gemeinde Schlaubetal)
- Breslack (heute Ortsteil der Gemeinde Neißemünde)
- Brieskow-Finkenheerd (Gemeinde)
- Coschen (heute Ortsteil der Gemeinde Neißemünde)
- Dammendorf (heute Gemeindeteil der Gemeinde Grunow-Dammendorf)
- Diehlo (heute Ortsteil der Stadt Eisenhüttenstadt)
  - Dubrow (heute Gemeindeteil der Stadt Müllrose, am 19. Mai 1974 nach Müllrose eingegliedert)[4]
- Fünfeichen (heute Ortsteil der Gemeinde Schlaubetal)
  - Fürstenberg (Oder) (am 13. November 1961 in die Stadt Eisenhüttenstadt eingemeindet)
- Göhlen (heute Ortsteil der Gemeinde Neuzelle)
- Groß Lindow (Gemeinde)
- Grunow (heute Gemeindeteil der Gemeinde Grunow-Dammendorf)
- Henzendorf (heute Ortsteil der Gemeinde Neuzelle)
  - Hohenwalde (heute Ortsteil der Stadt Frankfurt (Oder), am 1. Januar 1973 nach Frankfurt (Oder) eingegliedert)[5]
  - Kaisermühl (heute Gemeindeteil der Stadt Müllrose, am 1. Januar 1962 nach Müllrose eingegliedert)
- Kieselwitz (heute Ortsteil der Gemeinde Schlaubetal)
- Kobbeln (heute Ortsteil der Gemeinde Neuzelle)
- Lawitz (Gemeinde)
  - Lossow (heute Ortsteil der Stadt Frankfurt (Oder), am 1. Januar 1973 nach Frankfurt (Oder) eingegliedert)[5]
- Mixdorf (Gemeinde)
- Möbiskruge (heute Ortsteil der Gemeinde Neuzelle)
- Müllrose (Stadt)
- Neuzelle (Gemeinde)
- Ossendorf (heute Ortsteil der Gemeinde Neuzelle)
- Pohlitz (heute Ortsteil der Gemeinde Siehdichum)
- Ratzdorf (heute Ortsteil der Gemeinde Neißemünde)
- Rießen (heute Ortsteil der Gemeinde Siehdichum)
- Schernsdorf (heute Ortsteil der Gemeinde Siehdichum)
- Schwerzko (heute Ortsteil der Gemeinde Neuzelle)
- Steinsdorf (heute Ortsteil der Gemeinde Neuzelle)
- Streichwitz (heute Ortsteil der Gemeinde Neuzelle)
- Treppeln (heute Ortsteil der Gemeinde Neuzelle)
- Vogelsang (Gemeinde)
  - Weißenspring, (in den 1950er Jahren Weißenspring-Schlaubehammer, heute Wohnplatz der Gemeinde Groß Lindow, am 19. Mai 1974 nach Groß Lindow eingegliedert)[6]
- Wellmitz (heute Ortsteil der Gemeinde Neißemünde)
- Wiesenau (Gemeinde)
- Ziltendorf (Gemeinde)

## Einwohnerentwicklung
| Jahr      | 19601  | 1971   | 1981   | 1989   |
| Einwohner | 35.190 | 23.820 | 21.163 | 20.107 |

1 Kreis Fürstenberg

## Wirtschaft
Bedeutende Betriebe waren unter anderem:
- Braunkohlekraftwerk Finkenheerd
- VEB Müllroser Mühlenwerke
- VEB Klosterbrauerei Neuzelle

## Verkehr
Die Autobahn Berliner Ring–Frankfurt (Oder) führte nördlich am Kreisgebiet vorbei. Dem überregionalen Straßenverkehr dienten außerdem die F 87 von Frankfurt (Oder) über Müllrose  nach Leipzig, die F 112 von Frankfurt (Oder) über Eisenhüttenstadt nach Forst sowie die F 246 von Eisenhüttenstadt nach Beeskow.
Durch das Kreisgebiet verliefen die Eisenbahnstrecken Berlin–Frankfurt (Oder)–Eisenhüttenstadt–Guben und Frankfurt (Oder)–Müllrose–Cottbus.

## Kfz-Kennzeichen
Den Kraftfahrzeugen (mit Ausnahme der Motorräder) und Anhängern wurden von etwa 1974 bis Ende 1990 dreibuchstabige Unterscheidungszeichen, die mit den Buchstabenpaaren EH und EI begannen, zugewiesen. Die letzte für Motorräder genutzte Kennzeichenserie war ER 93-01 bis ER 99-99.
Anfang 1991 erhielten der Landkreis und die Stadt Eisenhüttenstadt das Unterscheidungszeichen EH. Es wurde bis Ende 1993 ausgegeben.